# Die Kartoffelesser
Die Kartoffelesser (niederländisch De Aardappeleters) ist ein Gemälde Vincent van Goghs, das er im April 1885 in Nuenen malte.
Das Gemälde misst 81,5 × 114,5 cm und ist mit Ölfarben auf Leinwand gemalt.

## Beschreibung

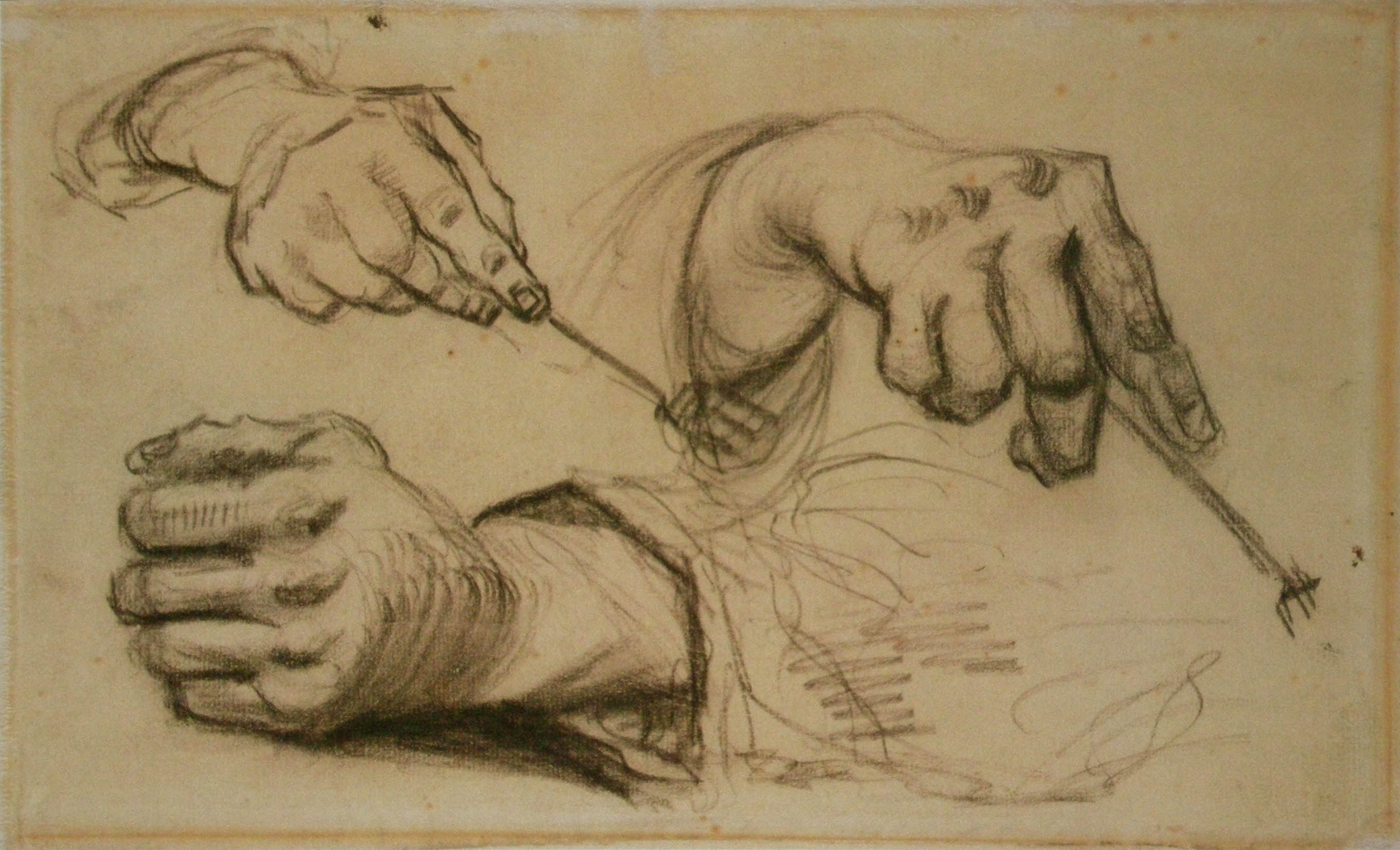
Skizzen: Hände der ‚Kartoffelesser‘

Die Kartoffelesser ist das erste große Werk van Goghs. Er fertigte zwei Versionen des Themas an, an denen er einige Monate lang arbeitete. Die beiden Ölbilder entstanden zwischen dem 13. April und Anfang Mai.
Dargestellt werden beim Nachtmahl sitzende Bauern. Van Gogh, der sich auch kurze Zeit als Prediger versuchte, wollte den Bezug des Menschen zur Natur und zu seiner Hände Arbeit ausdrücken. Er schreibt dazu am 30. April 1885 im Brief 404 an seinen Bruder Theo:

„Gern hätte ich dir zu diesem Tag das Bild von den Kartoffelessern geschickt, doch obwohl es gut vorwärtsgeht, ist es doch noch nicht ganz fertig. Obschon ich das eigentliche Bild in verhältnismäßig kurzer Zeit gemalt haben werde, und zwar größtenteils aus dem Kopf, so hat es doch einen ganzen Winter Malen von Studienköpfen und Händen gekostet. […] Ich habe mich nämlich sehr bemüht, den Betrachter auf den Gedanken zu bringen, daß diese Leutchen, die bei ihrer Lampe Kartoffeln essen, mit denselben Händen, die in die Schüssel langen, auch selber die Erde umgegraben haben; das Bild spricht also von ihrer Hände Arbeit und davon, daß sie ihr Essen ehrlich verdient haben. Ich habe gewollt, daß es an eine ganz andere Lebensweise gemahnt als die unsere, die der Gebildeten. Ich möchte denn auch durchaus nicht, daß jeder es gleich schön oder gut fände.“

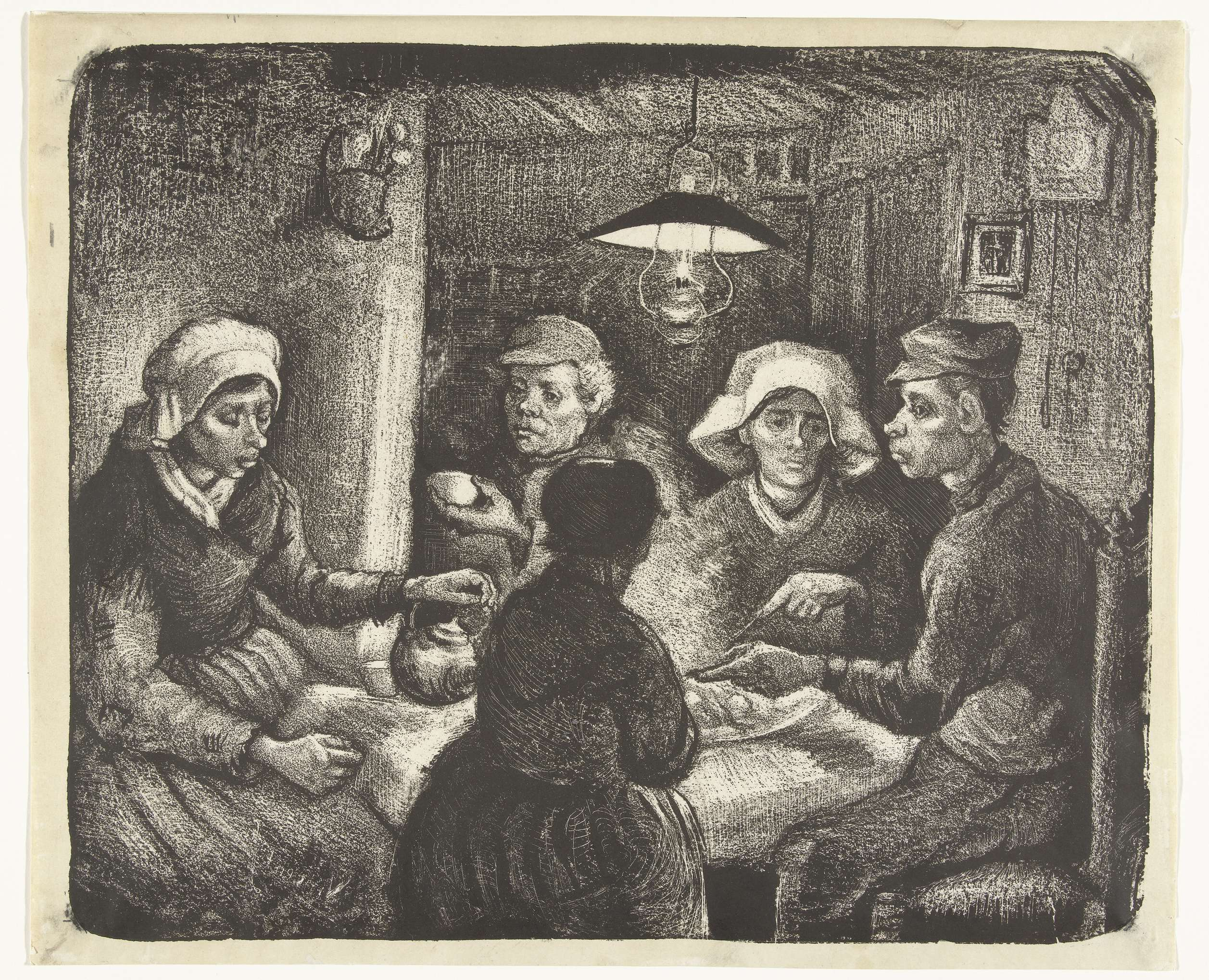
Lithografie

Das Sujet existiert in zwei Versionen in Öl, die wohl im April 1885 entstanden: Die oben abgebildete Fassung im Van Gogh Museum in Amsterdam (F 82, JH 764, Größe 81,5 × 114,5 cm) und eine frühere Version im Kröller-Müller Museum, Otterlo (F 78, JH 734, Größe 72 × 93 cm).
Darüber hinaus brachte van Gogh eine billige Lithografie heraus, die seitenverkehrt erscheint (der Künstler machte sich niemals die Mühe, Spiegelbilder umzukehren. Beispielsweise sind alle seiner Selbstporträts spiegelverkehrt).

## Entstehung und Kritik
Fast 40 gemalte Studien von Köpfen, Händen und anderen geplanten Kompositionselementen zeigen die akribische Vorbereitung van Goghs auf das Gemälde.
Wenige Tage nach dem Tod seines Vaters (dieser starb am 26. März 1885 an Herzstillstand) begann van Gogh, das sozialkritische Ölbild zu malen. Er benötigte hierfür gerade einmal drei Wochen. Er wollte wie Jean-François Millet malen und entdeckte hierbei seinen eigenen Malstil mit den erdigen Tönen.
Rembrandts „Emmausmahl“ soll ihm als Vorbild gedient haben.
Der Maler Anthon van Rappard kritisierte die Maltechnik (wie z. B. zu kurz geratene Arme, aufgedunsene Gesichter, schlechte Proportionen) und sprach van Gogh die Nachfolge Millets ab.
Van Goghs Freund, der Maler Emile Bernard schrieb: „Mich bestürzte in diesem Durcheinander eine Mahlzeit armer Leute in einer unheimlichen Hütte unter trüber Lampe. Er nannte es Die Kartoffelesser; es war auf grandiose Weise häßlich und voll beruhigenden Lebens.“